# Stephen G. Daitz
Stephen G. Daitz (* 16. August 1926 in New York City; † 19. Juni 2014 ebenda) war ein US-amerikanischer Gräzist.

## Leben
Stephen G. Daitz studierte classics an der Yale University, der Sorbonne und der Harvard University. Von 1957 bis 1991 lehrte er an der City University of New York und von 1971 bis 1973 sowie von 1979 bis 1980 an der Universität von Paris. Zuletzt war er Professor Emeritus im Department of Classical Languages and Hebrew am City College of New York und am CUNY Graduate Center. 
Seine Frau Mimi S. Daitz beschäftigte sich mit dem estländischen Musiker Veljo Tormis. Das Paar hatte vier Kinder.

## Forschungsschwerpunkte
Daitz arbeitete zunächst zum griechischen Drama, insbesondere Euripides (Hekabe). Dann wurde die wieder hergestellte Aussprache (restored pronunciation) sowie die antike Metrik sein Steckenpferd und er rezitierte sowohl griechische als auch lateinische Texte und nahm sie zwischen 1978 und 1998 auf. Diese Bänder wurden bei Bolchazy-Carducci Publishers (Mundelein, Illinois) verlegt. Dazu gehören die vollständige Aufnahme der Ilias und Odyssee, Euripides’ Hekabe, Aristophanes’ Vögel, Platons Porträt des Sokrates und verschiedene Sammlungen antiker griechischer Dichtung und Redekunst. Er gab Rezitationen und Seminare an Universitäten in Nordamerika und Europa sowie in Australien und Argentinien und er war der erste Präsident der Society for the Oral Reading of Greek and Latin Literature (SORGLL).

## Schriften (Auswahl)
- (Hrsg.): The Jerusalem Palimpsest of Euripides. Cambridge, Cambridge University Press, (Auszüge online).
- (Hrsg.): Euripides, Hecuba. B. G. Teubner, Leipzig 1990, (Auszüge online).